# Shoki Shoki
Albums de Femi Kuti
Wonder wonder Fight to win
Shoki shoki est un album de Femi Kuti sorti en 1998,.

## Liste des titres
1. Truth don die  6:17
2. Beng beng beng  4:43
3. What will tomorrow bring  5:40
4. Victim of life  6:14
5. Blackman know yourself  5:15
6. Look around  6:00
7. Sorry sorry  6:37
8. Eregele  7:15
9. Scatta head  8:20